# ريلايانت فوكس
ريلايانت فوكس Reliant Fox هي عبارة عن سيارة صغيرة ذات أربع عجلات من الألياف الزجاجية تم تصنيعها بين عامي 1983 و 1990 من قبل شركة Reliant Motor Company في إنجلترا. وقد استخدم محرك الألومنيوم ذو الأربع أسطوانات المكون من 848cast الخاص بشركة Reliant، والهيكل المجلفن على أساس محرك Reliant Kitten.
كانت فوكس واحدة من عدة سيارات اقتصادية صغيرة ذات أربع عجلات أنتجتها شركة ريلاينت، وهي شركة مصنعة معروفة بالسيارات والشاحنات ذات العجلات الثلاثية. يمكن تشكيل Fox كشاحنة صغيرة ذات سقف صلب أو ناعم، أو سيارة ملكية، أو شاحنة صغيرة أو سيارة قابلة للتحويل.

## تطور المركبة
قامت شركة Reliant بتصدير التكنولوجيا والتصميمات إلى العديد من الشركات وفي العديد من البلدان، بما في ذلك تلك الخاصة بشركة Relant Robin وReliant TW9 إلى شركة MEBEA في اليونان. ولكن بالنسبة لفوكس، تم اتباع مسار عكسي. في أواخر السبعينيات من القرن الماضي، حاولت شركة MEBEA تطوير مركبة متعددة الاستخدامات، وهو نوع كان شائع في ذلك الوقت في اليونان، حيث سمحت القوانين بفرض ضرائب على مثل هذه السيارات باعتبارها مركبات تجارية بمعدل أقل من سيارات نقل الركاب. وبسبب القانون، قامت العديد من الشركات ببناء مثل هذه المركبات في اليونان، بما في ذلك Namco وAutokinitoviomihania Ellados وMAVA وAutomeccanica وغيرها. قامت شركة MEBEA ببناء Robin بموجب ترخيص، بتعديل هيكل السيارة ذات العجلات الأربع لتحمل وزنًا أكبر وطورت النموذج الأولي للمركبة الخفيفة لتصبح فوكس، مكتملًا بجسم مقوى بالألياف الزجاجية.
بالنسبة لتصميم الهيكل، ف Fox مستوحى من سيارة إيطالية وهي Fiore 127 Gypsy (التي كانت مبنية على Fiat 127). و لكن من أجل إنتاج الفوكس، تعين على شركة MEBEA أن تتعامل مع عقبة الحصول على شهادة. كانت العملية معقدة بشكل خاص بالنسبة لسيارات الركاب المطورة محليًا، ولكنها كانت أقل تعقيدًا بالنسبة لأنواع المركبات الأخرى. وهكذا، قامت MEBEA بما فعلته الشركات اليونانية الأخرى أيضًا. إذ وجدت شريكًا في الخارج للحصول على شهادة، والتي كان الإجراء أسهل بكثير بالنسبة للمركبات التي تم اعتمادها بالفعل في بلد آخر.
بعد أن توقف بناء فوكس في اليونان، أعادت شركة ريلاينت استخدام التصميم لنفسها. وتم تغيير العديد من التفاصيل في النسخة البريطانية من النسخة اليونانية، حيث ورد أن شركة ريلاينت تنفق 500 ألف جنيه إسترليني على تعديلات النسخة المحلية. وبدأت شركة ريلاينت في إنتاج فوكس في مصنعها في تامورث في عام 1983، كخليفة غير رسمية ل Kitten. بعد انتهاء الإنتاج في المملكة المتحدة في عام 1990، تم التخطيط لعملية إعادة تصميم، باستخدام هاتشباك من طراز Robin وتصميم الواجهة الأمامية لتكون مشابها لتصميم Relant Metrocab.

### إنتاج فوكس في اليونان
تم إنتاج السيارة في اليونان باسم MEBEA Fox ابتداءً من عام 1979. وعندما تم تغيير القانون الذي يفضل سيارات الركاب في عام 1983، انخفضت المبيعات وانتهى الإنتاج بعد تصنيع حوالي 300 سيارة فوكس. وقد يكون هذا الرقم قد تضخم من قبل الشركة المصنعة.

### إنتاج فوكس في المملكة المتحدة
بعد انتهاء التصنيع في اليونان، تم تصنيع فوكس في المملكة المتحدة حتى عام 1990. ووفقًا لسجل ريلاينت كيتن الذي يتتبع جميع المركبات الصغيرة ذات العجلات الأربع، تجاوز إنتاج فوكس 100 بين عامي 1983 و 1988 وهو رقم يتعارض مع ما يزيد قليلاً عن 600 الذي ادعى The Reliant Motor Club أنه تم بناؤه بين عامي 1983 و 1990.
يبدو أن عددًا قليلاً من الفوكس نجا نِسْبِيًّا. ذكرت مجلة Autocar في عام 2017 أن بيانات تسجيل السيارات الرسمية لعام 2015 أظهرت فوكس واحدًا فقط على الطريق في المملكة المتحدة، لكنها أشارت إلى أن هذا الرقم قد يكون أعلى لأنه لا يشمل الفوكس على SORN (إشعار قانوني على الطرق الوعرة). لكن موقعًا إِلِكْتِرُونِيًّا آخر يقول إنه في عام 2017، أظهرت بيانات تسجيل المركبات في المملكة المتحدة أن 37 فوكس مرخصة للاستخدام كانت على الطرق و 123 مرخصًا للعمل بدوام كامل أو جزئي.

## المواصفات

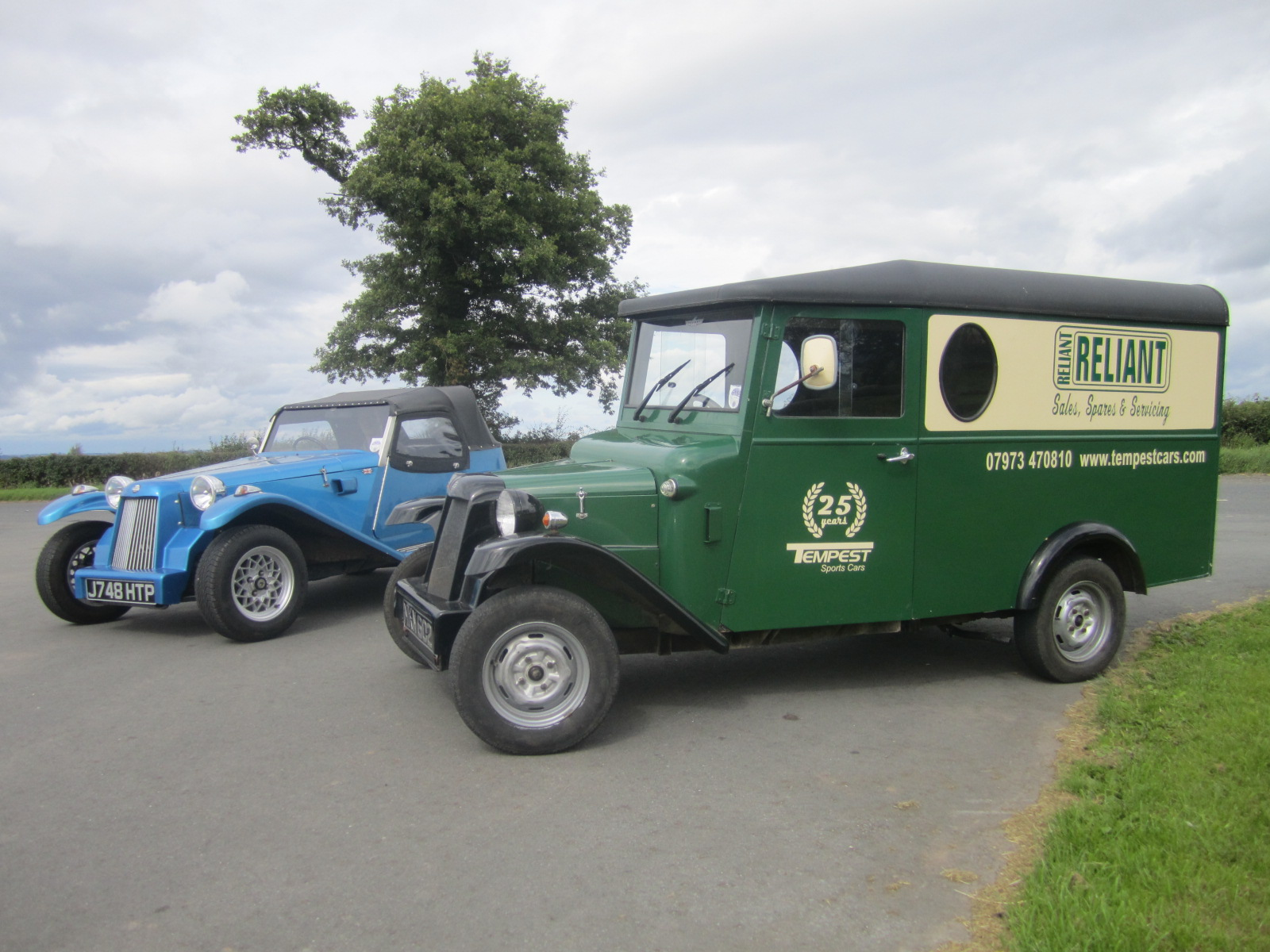
فانتيك بالقرب من كرادلي، ورسيستيرشاير.

### أميبيا فوكس
تم إنشاء Mebea Fox بهيكل Reliant Kitten. إذ وزنه الخفيف وجسمه المصنوع من الألياف الزجاجية وعجلات 10 بوصات وإطارات 145 X 10 ساعد في جعلها متعة في عربة الشمس، على غرار تلك المصنوعة من قبل الشركات الأخرى. مثل Kitten التي استخدمت محرك Reliant 848cc القياسي.

### ريلايانت فوكس
في عام 1983، استخدمت فوكس محرك ريلاينت المعتاد رباعي الأسطوانات المصنوع من الألومنيوم بسعة 848 سم مكعب بقوة 40 حصانًا، والذي قاد العجلات الخلفية من خلال علبة تروس يدوية بأربع سرعات متزامنة. كانت نسبة المحور الخلفي 4. 1: 1، مما سمح للمركبة بحمل حمولة 380 كجم (840 رطلاً). كان الجسم خالي من الصدأ GRP والهيكل صلب مجلفن مقاوم للصدأ. كان الطول الإجمالي لفوكس 3380 ملم (133 بوصة)، وكان عرضه 1540 ملم (60. 5 بوصة) وبإطارات شعاعية 155 × 12SR. ويوضح كتيب فوكس أن وزنه الصافي يبلغ 640 كجم (1410 رطلاً).
تم طرح فوكس للبيع في المملكة المتحدة في مايو 1983، بعد عرضها في معرض السيارات البريطاني عام 1982. وكان ريلاينت يأمل في أن يملأ المكانة التي خلفتها شركة المحركات البريطانية بإخراج ميني موك من الإنتاج. كان لنسخة المملكة المتحدة من Fox عددًا من التعديلات من النسخة اليونانية، وكان أبرزها تحسين الديناميكا الهوائية عند السرعة، وكان قطر العجلات 12 بوصة بدلاً من 10 بوصات، كما أجريت بعض التعديلات على الفرامل. في بداية عامها الثاني من الإنتاج، 1984، استخدمت فوكس محرك ريلاينت الاقتصادي، كما تم تركيبه على ريلاينت ريالتو، والذي كان يُعرف باسم القمة الصفراء بسبب لونه. إذ أنتجت 37. 5 حصانًا بدلاً من 40 حصانًا من محرك ريلاينت القياسي القمة الحمراء. 
كان للقمة الصفراء أيضًا قوة أكبر في الدوران المنخفض وكانت قادرة على سحب وزن إضافي. تمت إضافة ونابض أثقل وشريط ربط أكثر قوة على التعليق الأمامي لجعل السيارة أكثر ملاءمة للاستخدامات التجارية. كانت السرعة القصوى ل Fox 78 ميلاً في الساعة وتمكنت من الوصول إلى 60 ميلاً في الساعة مع المحرك الأصفر الأعلى. ومع ذلك، فإن موقع ويب ثانٍ يقتبس أن ميلاً للجالون أقل بكثير لفوكس. وقام موقع Fuelly.com بتجميع معلومات عن فوكس ووجد نموذجًا لعام 1984 يقدم 37. 8 ميلا في الغالون و 1985 يعود 35. 4 ميلا في الغالون. تم بناء السيارة الرياضية Reliant Tempest 850 ذات المقعدين وشاحنة Vantique على هيكل Kitten أو Fox، إما كسيارة معدة أو مصنّعة بعد خروج Kitten and Fox من الإنتاج. نسخة محفوظة 7 فبراير 2019 على موقع واي باك مشين. فالمركبات الأخرى المبنية على معدات الجري Kitten / Fox هي Cipher و Jimp و Salamander و Asquith van وسيارة Liege الرياضية.

## قائمة المراجع
1. 1 2  "Rover P5 (1958-1973)". Motor Car History (بالإنجليزية البريطانية). Archived from the original on 2019-04-25. Retrieved 2021-03-10.
2. 1 2 3  "The Reliant Motor Club". 10 مارس 2021. مؤرشف من الأصل في 2019-02-07.
3. ↑  "Cars with only one example left on the road in the UK". Autocar (بالإنجليزية). Archived from the original on 2021-02-14. Retrieved 2021-03-10.
4. ↑  "Weight of reliant fox?". Answers (بالإنجليزية). Archived from the original on 2019-04-25. Retrieved 2021-03-10.
5. ↑  "3wheelers.com". 10 مارس 2021. مؤرشف من الأصل في 2020-02-17.
6. ↑  "Tempestcars". 10 مارس 2021. مؤرشف من الأصل في 2019-02-07.